# Musca biseta
Musca biseta este o specie de muște din genul Musca, familia Muscidae, descrisă de Hough în anul 1898. Conform Catalogue of Life specia Musca biseta nu are subspecii cunoscute.